# Cybaeodes magnus
Espèce
Cybaeodes magnus est une espèce d'araignées aranéomorphes de la famille des Liocranidae.

## Distribution
Cette espèce est endémique de la Communauté valencienne en Espagne,. Elle se rencontre dans les grottes Cova del Somo à Castell de Castells et Cova de la Punta de Benimaquia à Dénia et dans le milieu souterrain superficiel à Quatretondeta et à Tàrbena.

## Description
La femelle holotype mesure 8,21 mm.
Le mâle décrit par Ribera, Ortuño, Jiménez-Valverde et Domènech en 2025 mesure 4,74 mm.

## Systématique et taxinomie
Cette espèce a été décrite par Ribera et De Mas en 2015.

## Étymologie
Son nom d'espèce lui a été donné en référence à sa taille.

## Publication originale
- Ribera & De Mas, 2015 : « Description of three new troglobiontic species of Cybaeodes (Araneae, Liocranidae) endemic to the Iberian Peninsula. » Zootaxa, no 3957(3), p. 313-323.